# Нюрпод
Нюрпо́д — деревня в Вавожском районе Удмуртии, входит в состав муниципального образования Волипельгинское сельское поселение.
Урбанонимы:
- улицы — Ставкова

## Население
| 2010 | 2012 |
| ---- | ---- |
| 0    | ↗1   |